# Felix Mambimbi
Felix Mambimbi (Fribourg, 2001. január 18. –) svájci korosztályos válogatott labdarúgó, a svájci St. Gallen csatárja.

## Pályafutása

### Klubcsapatokban
Felix Mambimbi a svájci Fribourg városában született. Az ifjúsági pályafutását a Schoenberg csapatánál kezdte, majd 2014-ben a Young Boys akadémiájánál folytatta. 
2019-ben mutatkozott be a Young Boys első osztályban szereplő felnőtt csapatában. Először a 2019. február 17-ei, Zürich elleni mérkőzés 90. percében, Moumi Ngamaleu cseréjeként lépett pályára. Első gólját 2019. október 19-én, a Neuchâtel Xamax ellen 4–1-re megnyert találkozón szerezte. 2020. november 5-én, a bolgár CSZKA Szófia ellen 3–0-ra megnyert Európa-liga csoportkörmérkőzésen két gólt is szerzett. A 2022–23-as szezonban a holland első osztályban érdekelt SC Cambuur csapatánál szerepelt kölcsönben.
2023. szeptember 2-án kétéves szerződést írt alá a St. Gallen csapatával.

### A válogatottban
2020-ban debütált a svájci U21-es válogatottban. Először a 2020. október 9-ei, Grúzia elleni mérkőzésen lépett pályára. Első gólját 2021. szeptember 3-án, Gibraltár ellen 4–0-ra megnyert EB-selejtezőn szerezte.

## Statisztika
2024. augusztus 7. szerint.
| Klub                    | Szezon   | Bajnokság          | Bajnokság | Bajnokság | Kupa  | Kupa  | Nemzetközi | Nemzetközi | Összesen | Összesen |
| Klub                    | Szezon   | Bajnokság          | Mérk.     | Gólok     | Mérk. | Gólok | Mérk.      | Gólok      | Mérk.    | Gólok    |
| ----------------------- | -------- | ------------------ | --------- | --------- | ----- | ----- | ---------- | ---------- | -------- | -------- |
| Young Boys              | 2018–19  | Swiss Super League | 2         | 0         | 0     | 0     | 0          | 0          | 2        | 0        |
| Young Boys              | 2019–20  | Swiss Super League | 17        | 1         | 3     | 1     | 2          | 0          | 22       | 2        |
| Young Boys              | 2020–21  | Swiss Super League | 31        | 6         | 1     | 0     | 11         | 2          | 43       | 8        |
| Young Boys              | 2021–22  | Swiss Super League | 25        | 3         | 2     | 0     | 8          | 1          | 35       | 4        |
| Young Boys              | 2022–23  | Swiss Super League | 0         | 0         | 0     | 0     | 3          | 0          | 3        | 0        |
| SC Cambuur (kölcsönben) | 2022–23  | Eredivisie         | 8         | 0         | 1     | 0     | —          | —          | 9        | 0        |
| St. Gallen              | 2023–24  | Swiss Super League | 12        | 0         | 0     | 0     | —          | —          | 12       | 0        |
| St. Gallen              | 2024–25  | Swiss Super League | 2         | 1         | 0     | 0     | 3          | 0          | 5        | 1        |
| Összesen                | Összesen | Összesen           | 97        | 11        | 7     | 1     | 27         | 3          | 131      | 15       |

## Sikerei, díjai
Young Boys
- Super League
  - Bajnok (3): 2018–19, 2019–20, 2020–21

- Svájci Kupa
  - Győztes (1): 2019–20